# Eulerova cihla
Eulerova cihla, pojmenovaná po Leonhardu Eulerovi, je v matematice kvádr, jehož hrany i stěnové úhlopříčky mají celočíselnou délku.

## Vlastnosti
Jinak řečeno, Eulerova cihla je řešením následující soustavy diofantických rovnic:
{\displaystyle {\begin{cases}a^{2}+b^{2}=d^{2}\\a^{2}+c^{2}=e^{2}\\b^{2}+c^{2}=f^{2}\end{cases}}}

## Příklady
Nejmenší Eulerova cihla, nalezena Paulem Halckem v roce 1719, má délky hran 240, 117 a 44 (úhlopříčky stěn mají délku 267, 244 a 125).
Další možné délky stran jsou:
- 275, 252 a 240,
- 693, 480 a 140,
- 720, 132 a 85,
- 792, 231 a 160

## Perfektní kvádr
Perfektní kvádr je Eulerova cihla, jejíž tělesová úhlopříčka má taktéž celočíselnou délku.
Jinak řečeno, je to řešení pro následující soustavu diofantických rovnic:
{\displaystyle {\begin{cases}a^{2}+b^{2}=d^{2}\\a^{2}+c^{2}=e^{2}\\b^{2}+c^{2}=f^{2}\\a^{2}+b^{2}+c^{2}=g^{2}\end{cases}}}
Zatím nebyl žádný nalezen, ale nebylo ani dokázáno, že žádný takový neexistuje, avšak pokud ano, jedna z jeho stran musí být větší než 1012.